# خوسيه ميغيل سيلفا إستيفيز
خوسيه ميغيل سيلفا إستيفيز (25 أغسطس 1990 - ) هو لاعب كرة قدم برتغالي في مركز الهجوم.

## وصلات خارجية
- خوسيه ميغيل سيلفا إستيفيز على موقع Soccerway.com (الإنجليزية)